# Baize (linker Nebenfluss der Orne)
Die Baize ist ein kleinerer 15 km langer linker Nebenfluss der Orne in der Region Normandie im Norden von Frankreich.

## Flusslauf
Die Baize verläuft im Département Orne und berührt dabei das südwestliche Stadtgebiet von Argentan. Die Baize entspringt unter dem Namen Ruisseau de la Tricoire im südöstlichen Gemeindegebiet von Boischampré, verläuft zunächst Richtung Nordnordwest. Die Straße D958 von Sées nach Argentan verläuft 500 m entfernt vom rechten Flussufer. Die Baize schwenkt bei Argentan auf West und mündet nach insgesamt rund 15 Kilometern bei Fontenai-sur-Orne, im Gemeindegebiet von Écouché-les-Vallées, in die Orne. Im Oberlauf durchquert die Baize den Regionalen Naturpark Normandie-Maine.
Der Fluss ist nicht zu verwechseln mit dem gleichnamigen rechten Nebenfluss der Orne, der Baize (rechter Nebenfluss der Orne) (GKZ: I22-0400, 26 km Länge), die weiter nordwestlich an der Gemeindegrenze von Rapilly und Les Isles-Bardel in die Orne mündet.

### Orte am Fluss
(Reihenfolge in Fließrichtung)
- La Tricoire, Gemeinde Boischampré
- Saint-Christophe-le-Jajolet, Gemeinde Boischampré
- La Grande Rivière, Gemeinde Boischampré
- Le Vieux Bourg, Gemeinde Boischampré
- Grogny, Gemeinde Sarceaux
- Mauvaisville, Gemeinde Argentan
- Argentan
- Bézion, Gemeinde Sarceaux
- Fontenai-sur-Orne, Gemeinde Écouché-les-Vallées